# Апамея Вифинская
Апа́мея (др.-греч. Ἀπάμεια, первоначальное название — Мирлея др.-греч. Μύρλεια) — древний город в Вифинии, располагавшийся на берегу Мраморного моря в Малой Азии.
В настоящее время — Муданья, часть города Бурса в провинции Бурса в Турции.

## История
Город был основан как колония колофонийцев и первоначально носил название Мирлея (по имени легендарного основателя Мирла).
В ходе войны против властителя Пергама, Мирлея была завоевана Филиппом V Македонским, передавшим управление над городом своему союзнику Прусию I, который восстановил и укрепил город около 202 года до н. э., дав ему новое название в честь своей супруги Апамы.
В эпоху Октавиана Августа и Юлия Цезаря Апамея стала римской колонией Iulia Concordia Augusta Apameia.
В связи с христианизацией города в апостольский период, город с III века стал центром Апамейской митрополии — одной из древнейших епархий Константинопольской православной церкви.